# NBS C-RAM

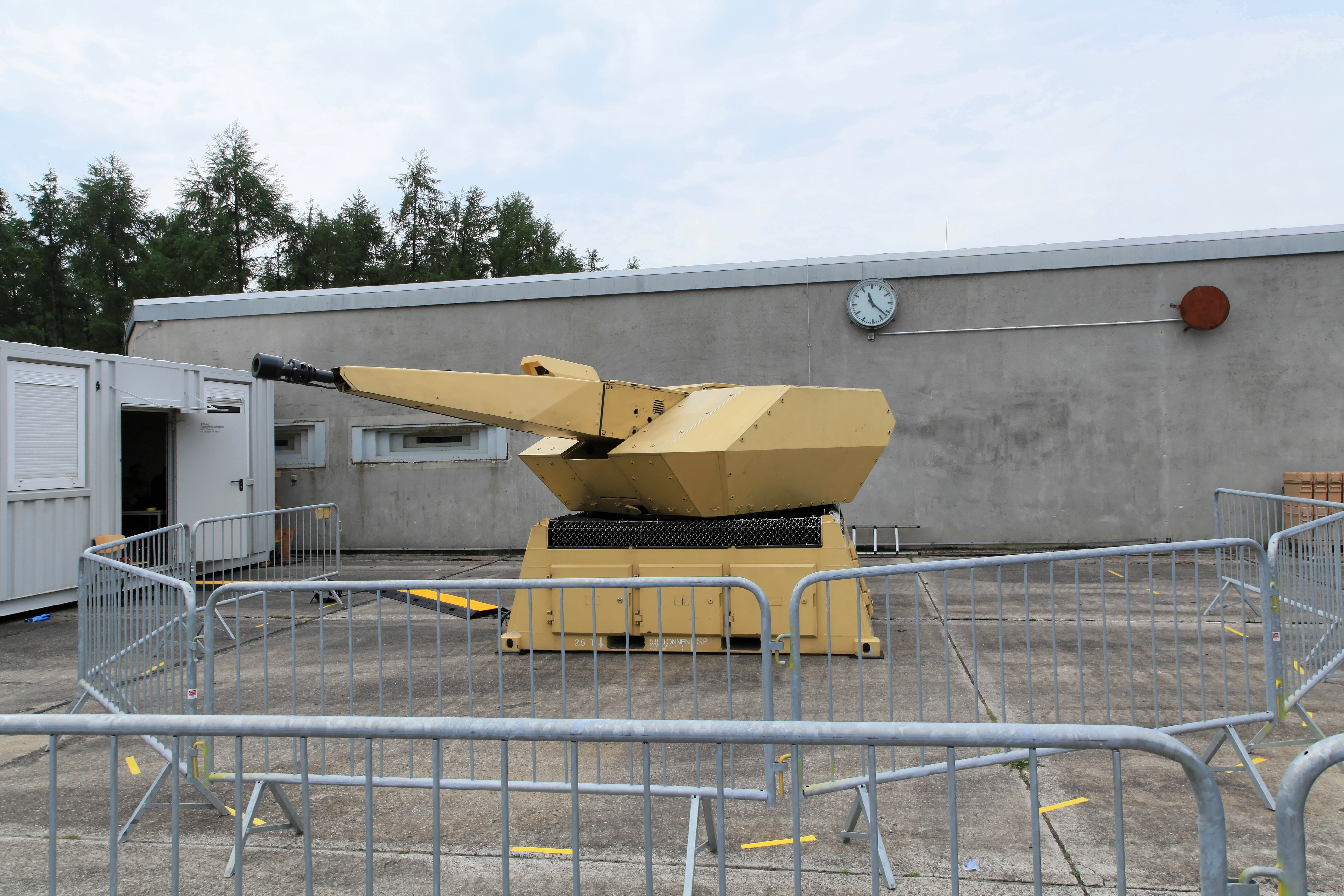
Meppen - WTD91 (TdBW) 109 ies

NBS C-RAM (로켓, 대포, 박격포 방어)는 독일 육군의 기지를 보호하기 위한 최신의 매우 짧은 단거리 방어 시스템이다. 특히 아프가니스탄에서의 작전을 위한 시스템이다. 독일의 라인메탈(Rheinmetall)에서 제작했다.
NBS C-RAM은 독일 육군이 계획한 차세대 대공 방어 시스템 "SysFla"프로젝트의 일부로 독일 육군은 적의 로켓, 대포, 박격포와 같은 비대칭 위협에 대하여, 세계 최초로 유효한 방어 시스템을 보유한 군대가 될 것이다.
NBS C-RAM 시스템은 매우 짧은 근거리에서 적이 발사한 로켓, 대포, 박격포를 탐지, 추적, 요격하는 시스템이다.
이 시스템은 Rheinmetall의 Skyshield 대공포 시스템에 기반했다.
NBS C-RAM 시스템은 6개의 35mm 자동 기관포 (분당 1,000 발 발사능력), 지상 통제 유닛, 2개의 센서
유닛으로 구성된다. 전체 시스템은 완전한 자동식이다.
라인메탈에서 개발한 프로그램이 가능한 탄환을 발사한다. 탄환에는 각각 3.3g인 152개의 텅스텐 발사체가 들어있다.
독일 육군은 최초로 2대의 시스템을 주문했으며 앞으로 추가적인 주문을 더 할 계획이다.
2대의 시스템 가격은 대략 1억 1,080 만 유로이다. 별도로 훈련비용 2000만 유로가 추가된다.

## 같이 보기
- LFK NG - 독일 육군의 최신형 대공 미사일
- MEADS - 미국, 독일, 이탈리아의 패트리어트 대체용 신형 이동식 중거리 대공 미사일 시스템
- Counter-RAM - C-RAM의 설명과 실전 동영상